# Leptonema pseudostigmosum
Leptonema pseudostigmosum är en nattsländeart som beskrevs av Oliver S. Flint Jr. 1981. Leptonema pseudostigmosum ingår i släktet Leptonema och familjen ryssjenattsländor. Inga underarter finns listade i Catalogue of Life.